# جواب اعتقال (فلم)
جواب اعتقال هو فيلم مصري، من تأليف محمد سامي  وإخراج محمد سامي (مخرج) تم تصوير الفيلم في مصر ، لبنان و إنتاج أحمد السبكي 
تاريخ عرض الفيلم يوافق عيد الفطر لسنة 1438 هـ.

## القصة
تدور قصة الفيلم حول (خالد الدجوي) الذي يلتحق بإحدى الجماعات الإرهابية التي تقوم بأعمال القتل، معتقدًا أنها جهاد في سبيل الله، وعندما يحاول أخيه (أحمد) الانضمام لهذه الجماعة، يرفض (خالد) ذلك، ويحاول منعه، إلا أنه ينضم، وفي أحد الأيام ينشب خلاف بين (أحمد) وأحد أفراد هذه الجماعة، يسفر عن مقتل (أحمد)، يجن جنون (خالد) الذي يسعى للانتقام من الجماعة، وهي نفس اللحظة التي يصدر فيها جواب اعتقال من الشرطة ضد (خالد)، فهل سينجح في الانتقام

## طاقم العمل
- محمد رمضان
- أحمد راتب
- إياد نصار
- دينا الشربيني
- سيد رجب
- صبري فواز
- وليد فواز
- محمد دسوقي
- كريم مأمون
- محمد عادل

### هوامش
- كان الاسم المقترح للفيلم في البداية (أنا ارهابي)، وتم تغيير اسم الفيلم إلى (جواب اعتقال) [10]
- كان من المقرر عرضه في عيد الاضحى لكن بسبب الرقابة وتأخر التصوير تأجل عرضه إلى موسم راس السنه [11]

## روابط خارجية
- مقالات تستعمل روابط فنية بلا صلة مع ويكي بيانات